# Perfluoroalcossi
Il perfluoroalcossi o PFA è un fluoropolimero con proprietà simili a quelle del politetrafluoroetilene (PTFE) e dell'etilene propilene fluorurato (FEP).
Il PFA e il FEP hanno entrambi un basso coefficiente di attrito e non-reattività come il PTFE, ma sono meno facili da lavorare.
Fu inventato da DuPont e venduto con il nome Teflon®-PFA (Teflon® è il nome commerciale del polimero PTFE, avente proprietà simili). Un prodotto simile è disponibile dalla Daikin con il nome Neoflon-PFA o dalla Solvay con il nome Hyflon-PFA.

## Applicazioni
Grazie alla sua flessibilità, grande resistenza agli attacchi chimici e alla sua trasparenza ottica, questo materiale è utilizzato per materiale plastico di laboratorio e tubi coinvolti in processi critici o altamente corrosivi. 